# Aeroportul Coober Pedy
Aeroportul Coober Pedy (IATA: CPD, ICAO: YCBP) este un aeroport din Australia de Sud, Australia ce deservește zona Coober Pedy⁠(d). Aeroportul a fost tranzitat în 2019 de 10.289 de pasageri.
Situat la o altitudine de 225 m, aeroportul dispune de o singură pistă. Este operat de Coober Pedy⁠(d).